# Saison 1961-1962 des Celtics de Boston
La saison 1961-1962 des Celtics de Boston est la 16e saison de basket-ball de la franchise américaine de la National Basketball Association (généralement désignée par le sigle NBA).
Les Celtics jouent toutes leurs rencontres à domicile au Boston Garden. Entraînée par Red Auerbach, l'équipe réussit à terminer en tête de la saison régulière de la Division Est.
Les Celtics gagnent leur 5e titre NBA (et le 4e consécutif) en battant en finale les Lakers de Los Angeles quatre victoires à trois.

## Historique

### Draft
| Tour | Choix | Joueur        | Poste | Nationalité | Provenance |
| ---- | ----- | ------------- | ----- | ----------- | ---------- |
| 1    | 9     | Gary Phillips | G     | États-Unis  | Houston    |
| 2    | 17    | Al Butler     | G     | États-Unis  | Niagara    |

### All-Star Game
Le NBA All-Star Game 1962 s'est déroulé le 16 janvier 1962 dans le Kiel Auditorium de Saint-Louis. Quatre joueurs des Celtics sont sélectionnés : Bob Cousy, Bill Russell, Tom Heinsohn et Sam Jones. Les All-Star de l'Ouest ont battu les All-Star de l'Est 150-130.

### Saison régulière
| Division Est             | V  | D  | PCT  | GB |
| ------------------------ | -- | -- | ---- | -- |
| Celtics de Boston        | 60 | 20 | 75.0 | -  |
| Warriors de Philadelphie | 49 | 31 | 61.3 | 11 |
| Nationals de Syracuse    | 41 | 39 | 51.3 | 19 |
| Knicks de New York       | 29 | 51 | 36.3 | 31 |

### Playoffs
|  | Demi-finales de division | Demi-finales de division | Demi-finales de division |                       |   | Finales de Division | Finales de Division | Finales de Division |  |  | Finales NBA | Finales NBA    | Finales NBA |
|  |                          |                          |                          |                       |   |                     |                     |                     |  |  |             |                |             |
|  |                          |                          |                          |                       |   |                     |                     |                     |  |  |             |                |             |
|  |                          | 1                        | Boston Celtics           | 4                     |   |                     |                     |                     |  |  |             |                |             |
|  | Division Est             | 1                        | Boston Celtics           | 4                     |   |                     |                     |                     |  |  |             |                |             |
|  |                          |                          | 3                        | Philadelphia Warriors | 3 |                     |                     |                     |  |  |             |                |             |
|  | 3                        | Syracuse Nationals       | 3                        | Philadelphia Warriors | 3 | 2                   |                     |                     |  |  |             |                |             |
|  | 3                        | Syracuse Nationals       |                          |                       |   | 2                   |                     |                     |  |  |             |                |             |
|  | 2                        | Philadelphia Warriors    | 3                        |                       |   |                     |                     |                     |  |  |             |                |             |
|  |                          |                          |                          |                       |   |                     |                     |                     |  |  | E1          | Boston Celtics | 4           |
|  |                          |                          | O1                       | Los Angeles Lakers    | 3 |                     |                     |                     |  |  |             |                |             |
|  |                          |                          |                          |                       |   |                     |                     |                     |  |  |             |                |             |
|  |                          |                          |                          |                       |   |                     |                     |                     |  |  |             |                |             |
|  |                          | 1                        | Los Angeles Lakers       | 4                     |   |                     |                     |                     |  |  |             |                |             |
|  | Division Ouest           | 1                        | Los Angeles Lakers       | 4                     |   |                     |                     |                     |  |  |             |                |             |
|  |                          |                          | 2                        | Detroit Pistons       | 2 |                     |                     |                     |  |  |             |                |             |
|  | 3                        | Detroit Pistons          | 2                        | Detroit Pistons       | 2 | 3                   |                     |                     |  |  |             |                |             |
|  | 3                        | Detroit Pistons          |                          |                       |   | 3                   |                     |                     |  |  |             |                |             |
|  | 2                        | Cincinnati Royals        | 1                        |                       |   |                     |                     |                     |  |  |             |                |             |

#### Demi-finale de Division
Les Celtics sont exemptés au premier tour.

#### Finale de Division
(1) Celtics de Boston vs. (2) Warriors de Philadelphie : Boston remporte la série 4-3
- Game 1 @ Boston : Boston 117, Philadelphie 89
- Game 2 @ Philadelphie : Philadelphie 113, Boston 106
- Game 3 @ Boston : Boston 129, Philadelphie 114
- Game 4 @ Philadelphie : Philadelphie 110, Boston 106
- Game 5 @ Boston : Boston 119, Philadelphie 104
- Game 6 @ Philadelphie : Philadelphie 109, Boston 99
- Game 7 @ Boston : Boston 109, Philadelphie 107

### Finales NBA
(1) Celtics de Boston vs. (1) Lakers de Los Angeles : Boston remporte les Finales 4-3

#### Résumé
|                       | Match 1 | Match 2 | Match 3 | Match 4 | Match 5 | Match 6 | Match 7 | Score final |
| Celtics de Boston     | 122     | 122     | 115     | 115     | 121     | 119     | 110     | 4           |
| Lakers de Los Angeles | 108     | 129     | 117     | 103     | 126     | 105     | 107     | 3           |

Les scores en couleur représentent l'équipe à domicile. Le score du match en gras est le vainqueur du match.

#### Match 1
| 7 avril 1962 | Rapport | Lakers de Los Angeles 108, Celtics de Boston 122 | Lakers de Los Angeles 108, Celtics de Boston 122 | Lakers de Los Angeles 108, Celtics de Boston 122 |  | Boston Garden, Boston Affluence : 7 467 |
| 7 avril 1962 | Rapport | Elgin Baylor 35                                  | Points                                           | Sam Jones 24                                     |  | Boston Garden, Boston Affluence : 7 467 |
| 7 avril 1962 | Rapport | Boston mène la série 1 à 0                       |                                                  |                                                  |  | Boston Garden, Boston Affluence : 7 467 |

#### Match 2
| 8 avril 1962 | Rapport | Lakers de Los Angeles 129, Celtics de Boston 122 | Lakers de Los Angeles 129, Celtics de Boston 122 | Lakers de Los Angeles 129, Celtics de Boston 122 |  | Boston Garden, Boston |
| 8 avril 1962 | Rapport | Jerry West 40                                    | Points                                           | Tom Heinsohn 26                                  |  | Boston Garden, Boston |
| 8 avril 1962 | Rapport | Égalité dans la série 1 à 1                      |                                                  |                                                  |  | Boston Garden, Boston |

Sur ce match la différence s’est faite sur les lancers francs avec une réussite de 37 sur 42 pour les Lakers (dont 14 sur 15 pour Jerry West) contre 16 sur 29 pour les Celtics, qui ont pourtant marqué plus de paniers, 53 contre 46.

#### Match 3
| 10 avril 1962 | Rapport | Celtics de Boston 115, Lakers de Los Angeles 117 | Celtics de Boston 115, Lakers de Los Angeles 117 | Celtics de Boston 115, Lakers de Los Angeles 117 |  | Los Angeles Memorial Sports Arena, Los Angeles |
| 10 avril 1962 | Rapport | Bill Russell 26                                  | Points                                           | Elgin Baylor 39                                  |  | Los Angeles Memorial Sports Arena, Los Angeles |
| 10 avril 1962 | Rapport | Los Angeles mène la série 2 à 1                  |                                                  |                                                  |  | Los Angeles Memorial Sports Arena, Los Angeles |

#### Match 4
| 11 avril 1962 | Rapport | Celtics de Boston 115, Lakers de Los Angeles 103 | Celtics de Boston 115, Lakers de Los Angeles 103 | Celtics de Boston 115, Lakers de Los Angeles 103 |  | Los Angeles Memorial Sports Arena, Los Angeles |
| 11 avril 1962 | Rapport | Bill Russell 21                                  | Points                                           | Elgin Baylor 38                                  |  | Los Angeles Memorial Sports Arena, Los Angeles |
| 11 avril 1962 | Rapport | Égalité dans la série la série 2 à 2             |                                                  |                                                  |  | Los Angeles Memorial Sports Arena, Los Angeles |

#### Match 5
| 14 avril 1962 | Rapport | Lakers de Los Angeles 126, Celtics de Boston 121 | Lakers de Los Angeles 126, Celtics de Boston 121 | Lakers de Los Angeles 126, Celtics de Boston 121 |  | Boston Garden, Boston Affluence : 13 909 |
| 14 avril 1962 | Rapport | Elgin Baylor 61                                  | Points                                           | Tom Heinsohn 30                                  |  | Boston Garden, Boston Affluence : 13 909 |
| 14 avril 1962 | Rapport | Los Angeles mène la série 3 à 2                  |                                                  |                                                  |  | Boston Garden, Boston Affluence : 13 909 |

Les Lakers ont gagné ce match grâce au très gros score réalisé par Elgin Baylor avec 61 points (22 paniers et 17 lancers francs réussis sur 19 tentés), ce qui constitue le meilleur total de points en finales NBA et le second en playoffs après les 63 points de Michael Jordan le 20 avril 1986, lors du premier tour des playoffs 1986 entre les Bulls de Chicago et les Celtics de Boston.

#### Match 6
| 16 avril 1962 | Rapport | Celtics de Boston 119, Lakers de Los Angeles 105 | Celtics de Boston 119, Lakers de Los Angeles 105 | Celtics de Boston 119, Lakers de Los Angeles 105 |  | Los Angeles Memorial Sports Arena, Los Angeles |
| 16 avril 1962 | Rapport | Bill Russell 48 Bill Russell 24 Bill Russell 10  | Points Rebonds Passes d.                         | Jerry West 46 Elgin Baylor 15 West, LaRusso 5    |  | Los Angeles Memorial Sports Arena, Los Angeles |
| 16 avril 1962 | Rapport | Égalité dans la série 3 à 3                      |                                                  |                                                  |  | Los Angeles Memorial Sports Arena, Los Angeles |

Lors de ce match Bill Russell réussit un triple-double avec 48 points, 24 rebonds et 10 passes décisives.

#### Match 7
| 18 avril 1962 | Rapport | Lakers de Los Angeles 107, Celtics de Boston 110 | Lakers de Los Angeles 107, Celtics de Boston 110 | Lakers de Los Angeles 107, Celtics de Boston 110 | OT | Boston Garden, Boston |
| 18 avril 1962 | Rapport | Elgin Baylor 41                                  | Points                                           | Bill Russell 30                                  | OT | Boston Garden, Boston |
| 18 avril 1962 | Rapport | Boston gagne la série 4 à 3                      |                                                  |                                                  | OT | Boston Garden, Boston |

Ce dernier match de la série s'est joué dans la prolongation que les Celtics gagnent 4 à 3.

## Effectif
| Pos. | Cinq de Départ | Banc          | Réserve       | Inactifs |
| ---- | -------------- | ------------- | ------------- | -------- |
| Pi   | Bill Russell   |               |               |          |
| AiF  | Tom Heinsohn   | Satch Sanders |               |          |
| Ai   | Jim Loscutoff  | Frank Ramsey  | Gene Guarilia |          |
| Ar   | Sam Jones      | Gary Phillips | Carl Braun    |          |
| Me   | Bob Cousy      | K.C. Jones    |               |          |

## Statistiques

### Saison régulière
| Joueur        | Matchs | Min./m. | % Tir | % LF | Rbds/m. | Pass/m. | Pts/m. |
| ------------- | ------ | ------- | ----- | ---- | ------- | ------- | ------ |
| Carl Braun    | 48     | 8.6     | .377  | .741 | 1.0     | 1.5     | 3.7    |
| Al Butler     | 5      | 9.4     | .448  | .833 | 2.6     | 0.8     | 6.2    |
| Bob Cousy     | 75     | 28.2    | .391  | .754 | 3.5     | 7.8     | 15.7   |
| Gene Guarilia | 45     | 8.2     | .379  | .641 | 2.8     | 0.2     | 3.6    |
| Tom Heinsohn  | 79     | 30.2    | .429  | .819 | 9.5     | 2.1     | 22.1   |
| K.C. Jones    | 80     | 25.7    | .406  | .634 | 3.7     | 4.3     | 9.2    |
| Sam Jones     | 78     | 30.6    | .464  | .818 | 5.9     | 3.0     | 18.4   |
| Jim Loscutoff | 79     | 14.5    | .362  | .536 | 4.2     | 0.6     | 5.3    |
| Gary Phillips | 67     | 10.6    | .355  | .581 | 1.6     | 1.0     | 4.0    |
| Frank Ramsey  | 79     | 24.2    | .428  | .825 | 4.9     | 1.4     | 15.3   |
| Bill Russell  | 76     | 45.2    | .457  | .595 | 23.6    | 4.5     | 18.9   |
| Tom Sanders   | 80     | 29.1    | .435  | .749 | 9.5     | 0.9     | 11.2   |

### Playoffs
| Joueur        | Matchs | Min./m. | % Tir | % LF | Rbds/m. | Pass/m. | Pts/m. |
| ------------- | ------ | ------- | ----- | ---- | ------- | ------- | ------ |
| Carl Braun    | 6      | 7.0     | .393  | .750 | 1.2     | 0.3     | 4.2    |
| Bob Cousy     | 14     | 33.9    | .357  | .684 | 4.6     | 8.8     | 16.0   |
| Gene Guarilia | 5      | 5.2     | .250  | .400 | 0.8     | 0.2     | 1.2    |
| Tom Heinsohn  | 14     | 31.8    | .399  | .763 | 8.2     | 2.4     | 20.7   |
| K.C. Jones    | 14     | 23.5    | .431  | .717 | 4.0     | 3.9     | 9.0    |
| Sam Jones     | 14     | 36.0    | .444  | .700 | 7.1     | 3.1     | 20.6   |
| Jim Loscutoff | 14     | 15.1    | .360  | .400 | 4.2     | 0.4     | 4.7    |
| Gary Phillips | 6      | 5.3     | .063  | .727 | 0.5     | 0.2     | 1.7    |
| Frank Ramsey  | 13     | 16.2    | .375  | .911 | 2.9     | 0.8     | 9.2    |
| Bill Russell  | 14     | 48.0    | .458  | .726 | 26.4    | 5.0     | 22.4   |
| Tom Sanders   | 14     | 31.4    | .431  | .806 | 8.2     | 1.0     | 10.1   |

## Récompenses
- Bill Russell, NBA Most Valuable Player[11]
- Bill Russell, All-NBA Second Team (cinquième fois dans le All-NBA Team)
- Bob Cousy,  All-NBA Second Team (onzième fois dans le All-NBA Team)
- Tom Heinsohn, All-NBA Second Team (seconde fois dans le All-NBA Team)